# Thomas Erpenius
Thomas Erpenius (født 11. september 1584 i Gorinchem, død 13. november 1624 i Leiden) var en hollandsk orientalist.
Erpenius kastede sig i en ung alder over studiet af orientalske sprog. Efter ret vidtstrakte rejser, hvor han navnlig trådte i berøring med den berømte franske lærde Casaubon, blev han professor i orientalske sprog i Leiden. Han fremmede det orientalske studium, dels ved oprettelsen af bogtrykkerier med østerlandske typer, dels ved sine værker, blandt hvilke må nævnes hans udgave af El-Macins
Historia saracenica og hans Grammatica arabica (Leyden 1613). Denne sidste, der ofte senere blev udgivet på ny, bland andet af Erpenius' elev Golius, den vigtigste bærer af det orientalske studium i 17. århundrede, var i lang tid det hyppigst anvendte værk ved beskæftigelsen med arabisk sprog og litteratur.